# Bent Holm
Bent Holm (Hillerød, 2 settembre 1946) è un critico letterario, drammaturgo e traduttore danese.
Holm è diventato noto in particolare per i suoi studi sul teatro italiano e per le sue traduzioni in danese di opere di Dario Fo e Franca Rame, Carlo Goldoni ed Eduardo De Filippo.

## Biografia
Dopo il diploma al Frederiksborg Gymnasium di Hillerød, nella Selandia settentrionale, Holm ha conseguito i titoli di Magister artium in teatro all'Università di Copenaghen e di Philosophiæ Doctor in letteratura teatrale all'Università di Århus, quest'ultimo discutendo una tesi sulla Commedia dell'arte. Dal 1999 è professore presso il Dipartimento di Arte e Studi culturali dell'Università di Copenaghen.
Ha compiuto diversi viaggi di studio per compiere ricerche sulle forme di espressione drammatica popolare in vari paesi e in diversi contesti etnico-culturali, tra cui l'Italia, la Francia, l'India, la Turchia. Holm porta avanti una ricerca interdisciplinare che egli coniuga con la prassi drammaturgica, ponendo un'enfasi particolare sul contesto sociale e antropologico-culturale della manifestazione drammatica: tra i suoi soggetti di studio vi sono le forme grottesche del teatro, la Commedia dell'arte, Ludvig Holberg, Dario Fo. I suoi studi, inoltre, pongono una particolare attenzione sulle aree di confine, di interesse antropologico, tra religiosità popolare, ritualità e teatralità, sulle interconnessioni tra dramma (e dramma musicale) e messa in scena, così come, su un più ampio contesto storico, il confronto transculturale tra le manifestazioni culturali occidentali e non occidentali, con particolare riguardo al rapporto dell'Europa con l'Impero ottomano. In questo ambito di ricerca, Holm ha individuato l'importanza del rapporto tra cultura danese e teatro italiano e francese (segnatamente, la Commedia dell'arte e il teatro di Molière) quali pilastri che stanno alla base della nascita di un teatro nazionale danese.

### Affiliazioni e riconoscimenti
Holm è membro del consiglio della Società Holberg del Kunststyrelsen (Agenzia della arti del Ministero della cultura danese) e del Comitato internazionale ProVenezia, che si mobilita per la salvaguardia di Venezia sotto il patrocinio dell'UNESCO. È membro della Società per la storia culturale danese. Nel 2001 ha vinto la Holberg-Medaljen Nel maggio 2005, Carlo Azeglio Ciampi, Presidente della Repubblica italiana, lo ha insignito del titolo di Cavaliere dell'Ordine della Stella della Solidarietà Italiana.

### Pubblicazioni
Autore di pubblicazioni su riviste scientifiche internazionali, siede in vari comitati scientifici internazionali; ha insegnato presso istituzioni scientifiche internazionali ed è organizzatore di varie conferenze. Collabora, inoltre, a enciclopedie e dizionari nazionali e internazionali sulla letteratura drammaturgica, tra cui, per la storia del teatro, la Den Store Danske Encyklopædi (La Grande Enciclopedia Danese, 1994-2002) e la Dansk Teaterhistorie, in due volumi (1992-93) per le edizioni Gyldendal (vol. 1. Kirkens og kongens teater; vol. 2: Folkets teater).

#### Saggistica
Ha pubblicato e curato vari saggi. Il suo libro d'esordio, nel 1980, era dedicato all'esame del rapporto tra l'invenzione teatrale in Dario Fo e la confluenza di tratti culturali provenienti dal retroterra fantastico-carnacialesco del folklore popolare e del mondo magico-religioso delle classi sociali subalterne dell'Italia novecentesca: Den omvendte verden. Dario Fo og den folkelige fantasi (Il mondo sottosopra. Dario Fo e l'immaginario popolare, 1980).
Nel 1991 veniva dato alle stampe Solkonge og Månekejser. Ikonografiske studier i François Fossards Cabinet (Il Re Sole e l'importanza della Luna. Studio iconografico sul Cabinet di François Fossard): si trattava della pubblicazione della sua dissertazione dottorale sull'iconografia dei comici della commedia dell'arte. Il saggio prende le mosse da uno studio della storia, della fortuna, dell'influenza, e dello smembramento del Recueil Fossard (1642-1702), un'importante raccolta che faceva parte di un mastodontico progetto di collezione iconografica concepito da François Fossard (1642-1702), musicista della Chapelle royale e archivista di Luigi XIV.
Tra gli altri, vi sono Skal dette være Troja? Om Holberg i virkeligheden (E questa sarebbe Troia? Il vero Holberg, 2004), Religion, Ritual, Theatre (coeditore e autore, ed. Peter Lang, Francoforte-New York, 2008), Tyrk kan tæmmes – Osmannerne på den danske scene 1596-1896 (2010; tradotto in inglese, nel 2014, come The Taming of the Turk), Holberg på tværs. Fra forskning til forestilling (2013).

### Traduzione
Bent Holm svolge anche opera di traduttore in danese da varie lingue europee: è il traduttore ufficiale in danese delle opere di Dario Fo e Franca Rame ma ha anche tradotto il teatro di Carlo Goldoni, di Eduardo De Filippo, di Giacomo Ravicchio.
Nel 2004 ha tradotto l'autobiografia di Dario Fo (Il paese dei Mezaràt, Feltrinelli, 2002, Serie Universale Economica, n. 1808), uscita per l'editore danese Samlerens Forlag con il titolo Flagermusenes Landsby (ISBN 87-568-1735-5).

### Attività teatrale
Come autore teatrale, Holm collabora con registi, drammaturghi e scenografi. Frequenti sono le sue collaborazioni con l'attore e regista teatrale Asger Bonfils e la designer Anette Hansen, con i quali, dal 1993, all'Århus Teater, ha messo in scena un certo numero di opere di Holberg, in cui Holm ha cercato di coniugare il rigore scientifico con un approccio creativo è innovativo. Dal 2003, come drammaturgo e traduttore, intrattiene una stabile collaborazione con Meridiano Teatret e col suo direttore artistico Giacomo Ravicchio, e importanti collaborazioni con Johan Bergenstråhle e Peter Reichhardt.